# چوب موازنه

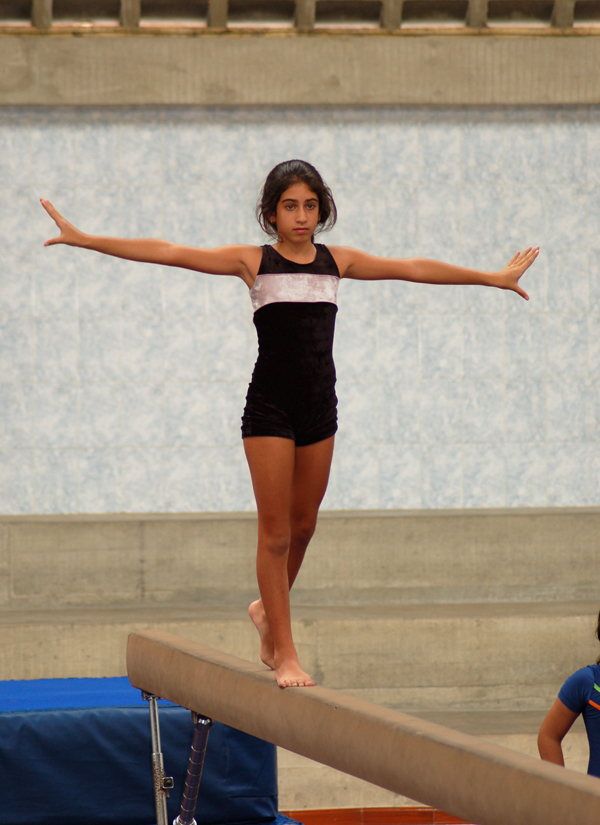
یک ژیمناست جوان بر روی چوب موازنه.

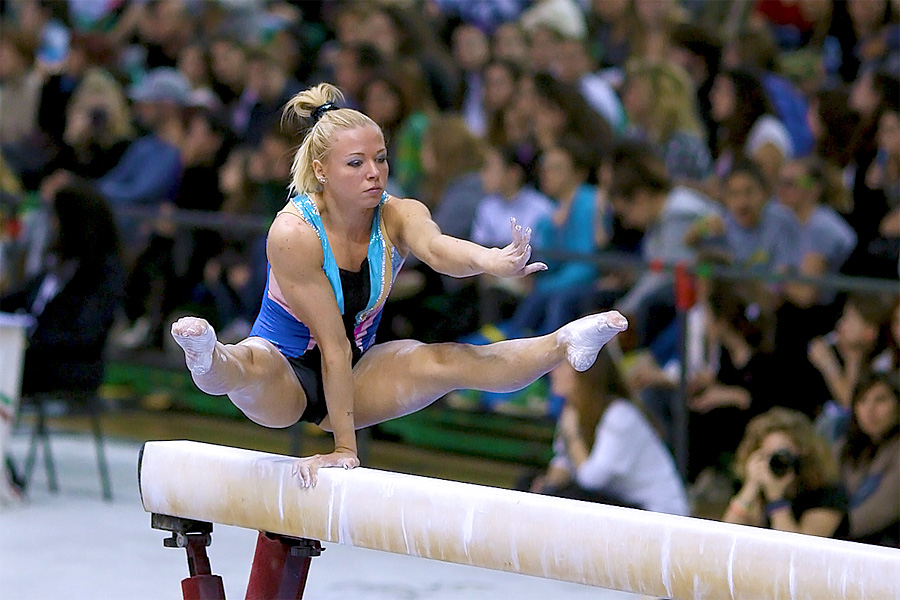
دورینا بوتسوگو, ۲۰۱۳.

چوب مُوازنه یکی از ابزارهای ورزش ژیمناستیک هنری است.
این ابزار تنها توسط بانوان ژیمناستیک‌کار بکار می‌رود. این ابزار از چهارچوبی از جنس فلز (بیشتر فولاد) و تیری چوبی با روکش جیر یا چرم ساخته می‌شود. حداکثر زمان تمرین با چوب موازنه یک دقیقه و سی ثانیه است.